# Thormodus Torfæus
Thormodus Torfæus (Thormodr Torfason, Thormod Torfæus, o Þormóður Torfason) (Engey, 27 maggio 1636 – Stangeland, 31 luglio 1719) è stato uno storico islandese.
Nato in Islanda, studiò presso l'Università di Copenaghen, salvo poi trasferirsi e trascorrere la maggior parte dei suoi anni di vita a Kopervik, in Norvegia. Nel 1667 fu nominato antiquario reale dell'Islanda e, nel 1682, il re Cristiano V di Danimarca lo nominò storico reale del Regno di Danimarca-Norvegia. Egli tradusse diverse opere islandesi in lingua danese e fu autore della Historia Vinlandiæ Antiquæ ("Storia della Vinlandia Antica", nel 1705), della Grœnlandia Antiqua ("Antica Groenlandia", nel 1706) e della Historia Rerum Norvegicarum ("Storia del Regno dei Norvegesi", edita in quattro volumi nel 1711).
È quest'ultima opera a essere considerata il suo massimo capolavoro, considerando che fu il primo testo a essere stato totalmente incentrato sul passato della Norvegia sin dai tempi dell'Heimskringla di Snorri Sturluson, scritta nel Medioevo. L'opera narra della storia norvegese dalle sue origini e fino al 1387. L'attenzione - e il punto di forza dell'opera - si concentra sull'epoca medievale. Torfæus aveva a disposizione una serie di manoscritti medievali della saga norrena e fu un pioniere nell'utilizzo di questi testi come materiale di partenza. Egli rielaborò questa letteratura norrena convertendoli in una testo maggiormente coerente. Inoltre, si basò su una grande quantità di narrazioni storiche in latino, sia medievali che di secoli più vicini al suo. Pertanto, l'opera fonde le saghe norrene medievali, perlopiù legate alla tradizione orale, a una cultura latina continentale contemporanea.
Grazie al suo adattamento, l'antica letteraria norrena divenne finalmente accessibile a un vasto pubblico dano-norvegese ed europeo. Quanto scritto nel secolo successivo sulla storia norvegese più antica si basava quasi sempre sull'opera di Torfæus. Ludvig Holberg lodò l'opera come «una delle storie più impressionanti e meravigliose mai curate». Torfæus morì il 31 luglio 1719 a Stangeland.
Lo Stato della Norvegia ha avviato nel 2008 un progetto di traduzione di tutte le sue opere in lingua norvegese.